# DYNLT1
A Cadeia leve de dineína tipo TCTEX1 é uma proteína que em humanos é codificada pelo gene DYNLT1.
A dineína citoplasmática é o principal complexo de proteína motora responsável por processos móveis baseados em microtúbulos e de extremidade inferior. Cada complexo de dineína consiste em 2 cadeias pesadas que possuem ATPase e atividades motoras, além de um grupo de polipeptídeos acessórios. TCTEX1 é uma cadeia leve de dineína envolvida na ligação de carga (Chuang et al., 2005).